# L'Esprit de 45
Pour plus de détails, voir Fiche technique et Distribution.
L'Esprit de 45 (The Spirit of '45) est un film documentaire britannique réalisé par Ken Loach, sorti en 2013. 
Il a pour sujet la victoire du Parti travailliste avec son chef Clement Attlee en 1945, et les avancées sociales qui ont suivi, jusqu'à leur écrasement par les victoires conservatrices.

## Synopsis
Le documentaire évoque d'abord l'unité pendant les épreuves de la Seconde Guerre mondiale, et montre que le peuple anglais ne voulait pas en revenir à la douloureuse période de l'entre-deux guerres, très difficile pour les travailleurs. Il s'attache ensuite à montrer le moment clé de la victoire travailliste, et l'espoir qu'elle a constitué. Le grand renversement a lieu avec l'apparition à l'écran de Margaret Thatcher, suivi d'une période présentée comme noire pour les travailleurs.

## Fiche technique
- Titre français : L'Esprit de 45
- Titre original : The Spirit of 45
- Réalisation : Ken Loach
- Distributeur : Why Not Productions
- Genre : Documentaire
- Pays de production : Grande-Bretagne
- Durée : 94 minutes
- Date de sortie : 8 mai 2013

## Technique
La trame narrative du documentaire est formée à partir d'images d'archives régionales et nationales, ainsi que des enregistrements sonores. Les séquences d'époque sont entrecoupées de témoignages de différentes personnes, surtout des travailleurs (mineurs, dockers, infirmières ...), qui ont connu ces époques.
Une grande partie des interviews sont filmées en noir et blanc, pour atténuer la différence entre les images d'archives et le présent.
Mediapart loue la finesse de l'explication : « Pédagogique sans être didactique, pointu sans être rébarbatif, émouvant sans être misérabiliste, britannique tout en étant universaliste, militant sans pousser le verbe ».

## Portée politique
Le documentaire sort au moment des funérailles de Margaret Thatcher, ce qui permet de montrer un regard critique sur la portée politique de sa période conservatrice.
Il cherche également à donner des armes politiques à une génération qui ne voit que le libéralisme comme possibilité moderne. Selon Le Monde, c'est « une œuvre de propagande, destinée à mettre bas un système honni ».
Le réalisateur résume ainsi son engagement : « Si nous étions capables de financer des campagnes militaires, ne pourrions-nous pas également envisager de construire des logements, de créer un service public pour la santé et les transports, et de produire les biens nécessaires à la reconstruction du pays ? ».

## Critique
Certains critiques cherchent à montrer la « mauvaise foi » du réalisateur dans sa dichotomie entre les travaillistes et les conservateurs. D'autant que, dans le film, la césure a lieu en 1979 avec l'arrivée au pouvoir de Margaret Thatcher ; la période précédente aurait été pleine d'avancées, et la suivante pleine de recul. Mais il oublie que les conservateurs étaient déjà revenus au pouvoir en 1951.